# La Verité (альбом Classix Nouveaux)
La Verité — второй студийный альбом английской группы новой волны Classix Nouveaux, выпущенный 5 апреля 1982 года на лейбле Liberty. Альбом достиг 44-го места в UK Albums Chart, на сегодняшний день это альбом группы с самым высоким рейтингом критиков. 
Журнал Smash Hits дал альбому в основном положительную оценку, сравнив группу с Ultravox, но отметил, что они относятся к себе слишком серьезно. Trouser Press назвала альбом «чрезмерным, слишком сложным и раздутым».
Сингл «Is It A Dream» с альбома попал в топ-двадцать британского чарта (11 место).

Следующий сингл группы, «Because You’re Young», достиг 43 места в чартах Великобритании, в то время как сам альбом оказался на 44-м. Альбом занял первое место в чартах Португалии, а также группа поехала в тур по Азии, а также в Индию. После тура в поддержку альбома La Verité в составе произошли изменения: на место гитариста Гэри Стэдмена в группу взяли финского гитариста Джими Сумена.
| Оценки критиков | Оценки критиков |
| Источник        | Оценка          |
| --------------- | --------------- |
| AllMusic        | [ 3 ]           |
| Smash Hits      | [ 4 ]           |

## Список композиций
| №   | Название               | Автор(ы)            | Длительность |
| --- | ---------------------- | ------------------- | ------------ |
| 1.  | «Foreward»             | Сал Соло            | 1:08         |
| 2.  | «Is It a Dream»        | Сал Соло            | 4:16         |
| 3.  | «To Believe»           | Сал Соло, Мик Суини | 3:46         |
| 4.  | «Because You're Young» | Сал Соло            | 3:47         |
| 5.  | «Six to Eight»         | Сал Соло            | 1:58         |
| 6.  | «La Verité»            | Сал Соло            | 5:12         |
| 7.  | «Never Again»          | Сал Соло, Мик Суини | 4:06         |
| 8.  | «It's All Over»        | Сал Соло            | 3:55         |
| 9.  | «1999»                 | Сал Соло, Мик Суини | 3:45         |
| 10. | «I Will Return»        | Сал Соло, Мик Суини | 5:43         |
| 11. | «Finale»               | Сал Соло            | 2:34         |

| №   | Название            | Автор(ы)            | Длительность |
| --- | ------------------- | ------------------- | ------------ |
| 12. | «It's Not Too Late» | Сал Соло, Мик Суини | 3:23         |
| 13. | «Where to Go»       | Сал Соло, Мик Суини | 3:14         |

## Участники записи
- Сал Соло - вокал, клавиши, синтезатор, гитара
- Мик Суини - бас-гитара, клавиши, синтезатор, бэк-вокал
- Гэри Стедмен - гитара, синтезаторная гитара
- Бэйк Пол Хёрдинг - барабаны, перкуссия, саксофон

- Рон Хилл - инженер звукозаписи
- Марк МакГир, Тим Палмер - помощники инженера
- Симон Фаулер - фотография на обложку